# Jack Garman
John Royer „Jack” Garman (n. 11 septembrie 1944, Oak Park, Cook County, Illinois, SUA – d. 20 septembrie 2016, Houston, Texas, SUA) a fost inginer de calculatoare, fostul director executiv al NASA și o figură cheie a aselenizării Apollo 11. În calitate de tânăr specialist în serviciu în timpul etapei de coborâre finală, la 20 iulie 1969, el s-a ocupat de o serie de alarme la calculator care ar fi putut face misiunea să fie întreruptă. În acel moment a fost în contact constant cu Margaret Hamilton și echipa sa de la MIT Instrumentation Lab, a cărei prioritate a afișat invenția, a împuternicit ca Garman să declare „du-te, du-te și du-te” și să nu oprească misiunea cu doar câteva minute înainte de aselenizare.

## Primii ani
Garman sa născut la 11 septembrie 1944, în Oak Park, Illinois, și a participat la Universitatea din Michigan din Ann Arbor. A obținut în 1966 o diplomă de licență în științe fizice și o specializare în domeniul calculatoarelor.

## Cariera NASA
În 1966, la vârsta de 21 de ani, Garman a fost angajat de NASA. El a ales să se specializeze în calculul la bord și a fost repartizat la secțiunea Programul de îndrumare Apollo unde a lucrat cu MIT, supervizând proiectarea și testarea calculatorului Apollo Guidance.
În timpul misiunilor Apollo, Garman a lucrat într-un rol de sprijin, sfătuind controlorii de zbor în misiunea de control asupra operării sistemelor de calculatoare ale navelor spațiale. Cu câteva luni înainte de misiunea Apollo 11, el a sugerat că supraveghetorii de simulare de la Mission Control testează modul în care controlorii de zbor ar putea reacționa la un cod de eroare pe computer. Ofițerul de îndrumare Steve Bales a răspuns la eroarea simulată, sunând la o întrerupere, care s-a dovedit a fi o reacție inutilă pentru acel cod special.
După cum a relatat Garman, Gene Kranz, care era adevăratul erou al întregului episod, a spus: „Nu, nu, nu. Vreau să scrieți fiecare alarmă de calculator posibilă, care ar putea merge prost.” Garman a făcut o listă scrisă de mână cu privire la fiecare cod de alarmă al computerului care ar putea apărea odată cu reacția corectă la fiecare dintre ei și a pus-o sub plexiglasul.

### 1202

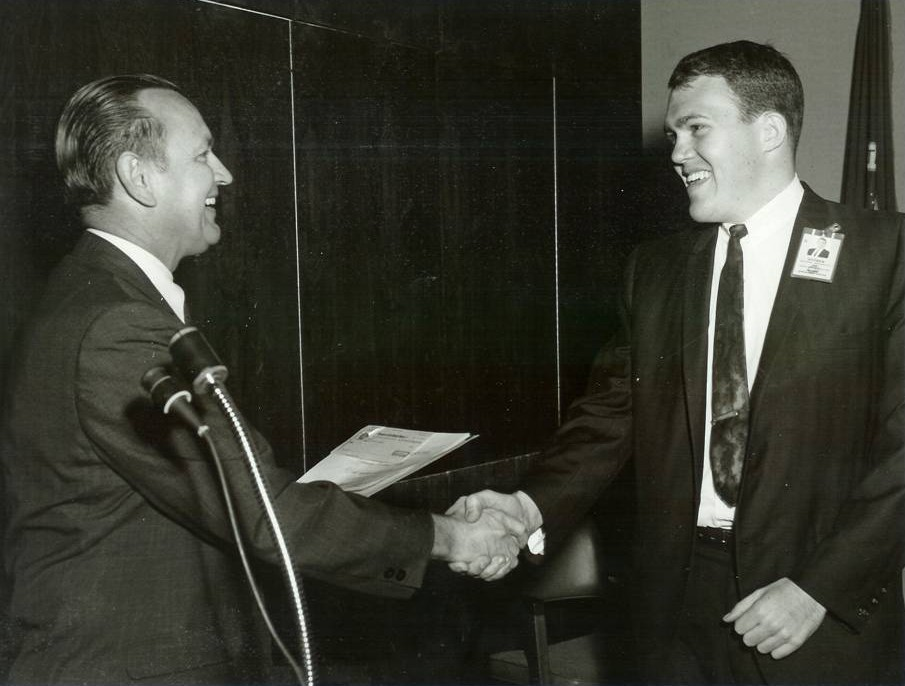
Jack Garman primește un premiu de la Chris Kraft pentru rolul său în aselenizarea Apollo 11.

O supraveghere a designului cu radarul de întâlnire al modulului Apollo Lunar a condus la o abatere aproape în timpul aselenizării Apollo 11.
Unitățile de date de cuplare radar (CDU), care au furnizat interfața dintre hardware-ul radarului și computerul de orientare de la bordul LM, au fost alimentate de o baterie de 28 V și 800 Hz și o baterie separată de 28 volți și 800. Cele două surse de alimentare trebuiau să funcționeze în blocarea fazelor unul cu celălalt. Cu toate acestea, probabil datorită limbii inexacte în documentația de proiectare a LM, sistemul a fost construit astfel încât, în timp ce cele două surse de alimentare ar funcționa întotdeauna la aceeași frecvență și într-o relație de fază fixă, nu sa făcut nici o prevedere pentru a asigura alinierea și punând în același timp aceeași fază.
Atunci când radarul de întâlnire al LM (care a urmărit modulul de comandă/serviciu (CSM)) a fost alimentat în timpul coborârii lui Apollo 11 (un pas menit să diminueze volumul de muncă al echipajului în cazul unei întreruperi), CDU-urile radarului erau energizate și stocul de stat al asociației atașate ATCA. Din întâmplare, alimentarea sa produs într-un moment în care CDU-ul era 800 Hz a alimentat energia care producea energie care nu a fost aliniată fazei cu puterea ATCA (o pornire de fracțiune de secundă mai devreme sau mai târziu ar fi dus la faze aliniate și fără probleme). CDU-urile au folosit 800 Hz ca un semnal de referință pentru interpretarea poziției și orientării ATCA și pentru că semnalele ATCA au ieșit din fază, aceasta a produs citiri care erau departe de a depăși ceea ce se așteptau CDU-urile.
Aceasta, la rândul său, a cauzat CDU-urilor să emită întreruperi la computerul de orientare - 12,800 întreruperi pe secundă, ceea ce a consumat aproximativ 15% din timpul calculat al calculatorului. Pe măsură ce restul sarcinilor de aselenizare consumau aproximativ 85% din timpul calculatorului, calculatorul a fugit din timp pentru a procesa toate lucrările de așteptare într-un singur ciclu. Întrucât lucrările programate în computer nu au putut fi finalizate în timp, programele au concurat pentru registrele de memorie setate și registrele de acumulatori vectori; în cele din urmă unul și apoi celălalt au fost epuizați, iar computerul de orientare al LM a început să sune alarme de program și resetare.
Primul a fost o alarmă „1202”, indicând un excedent executiv și o epuizare a seturilor de bază. Câteva secunde după prima alarmă, Neil Armstrong, cu o preocupare aparentă în vocea lui, spuse: „Dați-ne o citire despre alarmă de programare a programului 1202”. Între timp, având în vedere cunoștințele sale despre sistemele informatice, Garman îi sfătuise deja pe Steve Bales să se bazeze computerul pentru a funcționa în mod corespunzător atâta timp cât alarmele nu au devenit continue. Bals, care, în calitate de ofițer de orientare, trebuia să decidă rapid dacă să întrerupă misiunea asupra acestor alarme, a avut încredere în judecata lui Garman și a informat directorul de zbor Kranz. În câteva secunde, această decizie a fost transmisă prin intermediul CAPCOM astronauților, iar zborul a continuat.
Au existat câteva alarme suplimentare de același tip (atât 1202, cât și 1201, ceea ce a indicat o epuizare a spațiului de acumulare vectorială) și apoi echipajul a reușit să-i oprească din repetare modificând ușor procedura de aselenizare pentru a reduce sarcinile computerului. Apollo 11 a reușit să aselenizeze cu succes, iar Garman a primit un premiu de la NASA pentru rolul său în misiune. Reacțiile sale rapide și cunoștințele aprofundate i-au determinat pe alții să-i dea porecla "Gar-Flash".

### IT și managementul superior
După programul Apollo, Garman și directorul centrului Chris Kraft au colaborat la noua divizie Software Spacecraft, unde Garman a lucrat la software-ul Space Shuttle, inclusiv sistemul de operare pentru calculatoarele de zbor (FCOS) și limbajul de programare la nivel înalt HAL/S. Din 1986 până în 1988 a lucrat la sediul NASA din Washington, DC în funcția de director al serviciilor de sisteme informatice din cadrul Oficiului pentru Programul Stației Spațiale. Revenind la Centrul Spațial Johnson în 1988, a deținut numeroase funcții de conducere în sistemele informatice, în cele din urmă ocupând funcția de Chief Information Officer al Johnson Space Center din 1994 până în 2000.

## Cariera târzie
În 2000, Garman a părăsit NASA și a devenit parte a OAO Corporation. Doi ani mai târziu OAO a fost cumpărat de Lockheed Martin, iar Garman a devenit directorul tehnic al serviciilor NASA, responsabil de suportul tehnic al activităților contractuale ale companiei cu NASA.

## Viața personală
Pentru serviciul său la program, Garman a fost onorat cu numeroase premii NASA, inclusiv două medalii de serviciu excepționale. În 1970 Garman a făcut parte din echipa Apollo 13, care a primit medalia prezidențială de libertate de către președintele Richard Nixon.
Garman a fost căsătorit cu Susan Hallmark din Los Angeles; ei au avut două fiice. Garman a decedat la Houston, Texas, de cancer de măduvă osoasă la 20 septembrie 2016, la vârsta de 72 de ani.

## Legături externe
- John R. Garman: Biografie
- John R. Garman Fișă cu date biografice
- Consola audio a aselenizării Apollo 11
- Istorii orale